# Joseph Atsumi Misue
Joseph Atsumi Misue (en japonés: ヨゼフ三末篤實; Hōki, Japón, 24 de abril de 1936-Hiroshima, 28 de junio de 2016) fue el cuarto obispo de la diócesis católica de Hiroshima en Japón. Fue ordenado sacerdote el 19 de marzo de 1962 y el 29 de marzo de 1985 fue nombrado obispo de Hiroshima por el papa Juan Pablo II, siendo consagrado el 16 de junio del mismo año por el entonces arzobispo de Osaka Mons. Paul Hisao Yasuda. Dirigió la diócesis de Hiroshima hasta el 13 de junio de 2011, cuando fue relevado al aceptarse su renuncia canónica al cumplir los 75 años, siendo desde esta fecha hasta su muerte, obispo emérito.